# Dean Parisot
Pour les articles homonymes, voir Parisot.
Aldo Luis « Dean » Parisot, né à Wilton dans le Connecticut en 1952 est un réalisateur américain.
Lauréat de l'Oscar du meilleur court métrage en prises de vues réelles en 1988 avec Steven Wright pour The Appointments of Dennis Jennings, il a aussi réalisé de nombreux épisodes de séries télévisées comme Monk, Bienvenue en Alaska ou The Good Wife.

## Biographie
Dean Parisot est né à Wilton, dans le Connecticut. Fils d'Ellen James (née Lewis), une peintre et professeur d'art, et d'Aldo Parisot, un violoncelliste, il est diplômé de la Tisch School of the Arts de l'université de New York. Dean Parisot a deux enfants et était marié avec la monteuse Sally Menke jusqu'à sa mort en 2010,.

## Filmographie

### Au cinéma
Longs métrages
- 1992 : Two Mikes Don't Make a Wright
- 1998 : Méli-Mélo (Home Fries)
- 1999 : Galaxy Quest
- 2005 : Braqueurs amateurs (Fun with Dick and Jane)
- 2013 : Red 2
- 2020 : Bill and Ted Face the Music

Courts métrages
- 1985 : Tom Goes to the Bar
- 1988 : The Appointments of Dennis Jennings
- 1994 : At the Movies I
- 1994 : At the Movies II

### À la télévision
Séries télévisées
- 1991 : Get a Life, 2 épisodes
- 1992 : Great Scott!, épisode « Book Crook » (1-7)
- 1992 – 1993 : Bienvenue en Alaska (Northern Exposure), 3 épisodes
- 1993 : Bakersfield P.D., épisode « The Imposter » (1-2)
- 1995 : The Marshal, épisode « Pilot » (1-1)
- 1995 : Urgences (ER), épisode « Quelle vie ! » (What Life?) (2-4)
- 1998 : L.A. Docs
- 2001 : The Job, épisode « Pilote » (Pilot) (1-1)
- 2001 : Larry et son nombril (Curb Your Enthusiasm), épisode « Le Croche-pied » (Shaq) (2-8)
- 2002 : Le tique (The Tick), épisode « Arthur, Interrupted » (1-8)
- 2002 – 2009 : Monk, 3 épisodes
- 2010 : The Deep End, épisode « Unaired Pilot » (1-7)
- 2010 – 2011 : The Good Wife, 2 épisodes
- 2011 : Modern Family, épisode « Non je ne regrette rien… » (Regrets Only) (2-16)
- 2012 – 2015 : Justified, 4 épisodes
- 2015 : Masters of Sex, épisode « Ménage à trois » (Three's a Crowd) (2-3)
- 2015 – 2016 : Grace et Frankie (Grace and Frankie), 2 épisodes

Téléfilms
- 1990 : Les Faussaires (Framed)
- 1990 : Steven Wright: Wicker Chairs and Gravity
- 1995 : The Kathy & Mo Show: The Dark Side
- 1999 : Unité spéciale - Une femme d'action (ATF)
- 2001 : The Heart Department
- 2007 : Area 57
- 2009 : See Kate Run